# Fritz (fartyg)

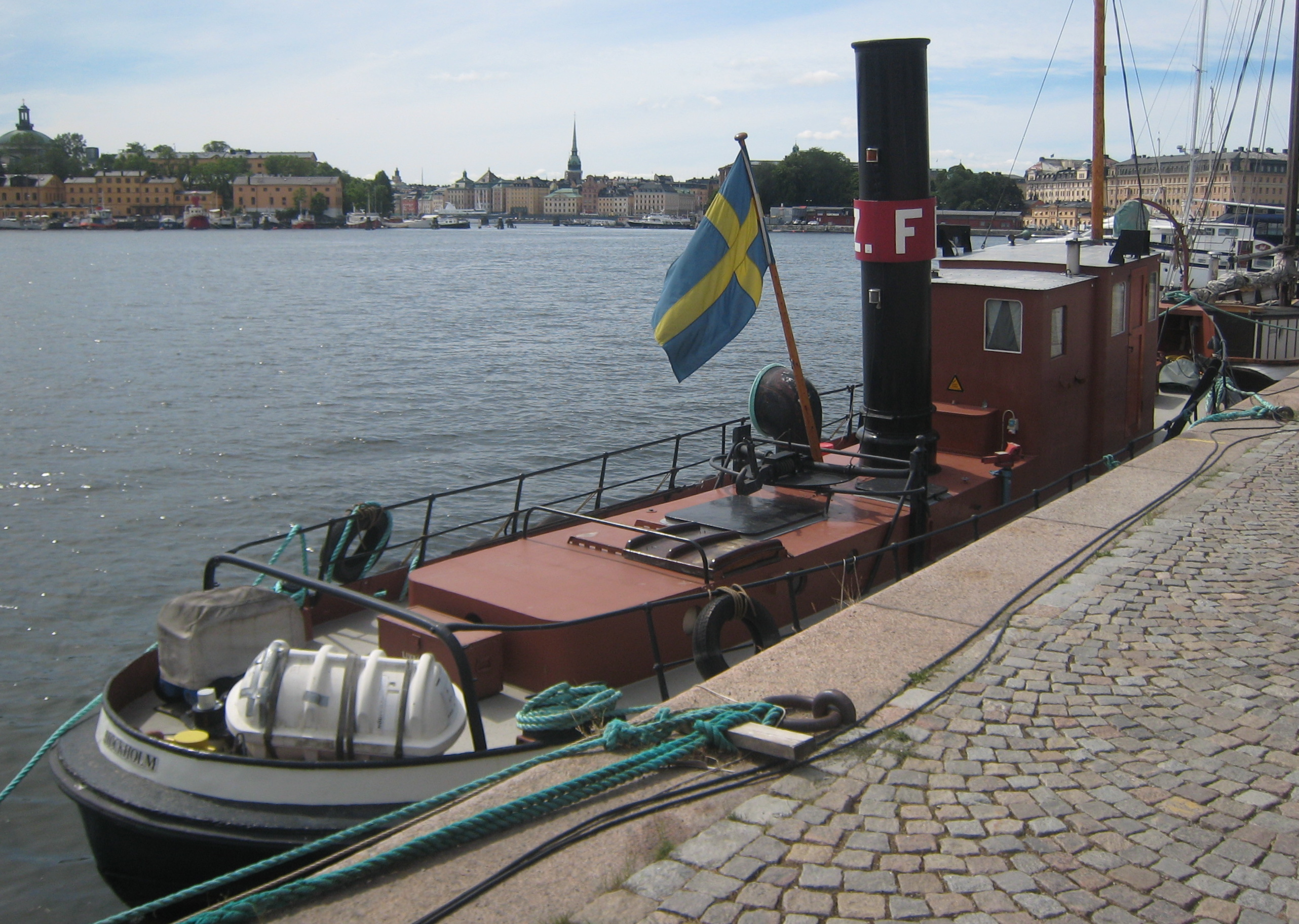
Fritz vid Strandvägen i Stockholm, 2010

Fritz är en svensk bogserbåt som byggdes 1908 på Lundby Mekaniska Verkstad i Göteborg.
Fritz byggdes för Göteborgs Bogser & Bärgnings AB. Under åren 1939–1945 var hon rekvirerad av kustartilleriet som hjälpvedettbåt HVB 875. Hon gick sedan som bogserbåt till 1982, från 1950 ägd av AB Karta & Oaxens Kalkbruk som Oaxen V, Skånska Cementgjuteriet i Malmö som Insula och Ölands Cement AB i Degerhamn. År 1991 döptes den tillbaka till Oaxen V och 1994 till Fritz.
Hon är k-märkt.